# Abeliofilum
Abeliofilum (abelikolista; lat. Abeliophyllum), listopadni rod grmlja iz Južne Koreje kojemu pripada samo jedna vrsta, A. distichum, a rod i vrstu opisao je 1919. godine japanski botaničar Takenoshin Nakai, i svrstana je porodici maslinovki (Oleaceae).
Nakai rod opisuje na temelju svoga vlastitog sakupljanja u južnokorejskom okrugu Jincheon u provinciji Sjeverni Chungcheong (Chungcheongbuk-do). Vrsta se smatra ugroženom zbog izfragmentiranosti malenog područja od 72 km², ali na čak devet lokacija koje su međusobno udaljene jedna od druge od 20 do 220 kilometara, a neke subpopulacije, imaju tek po stotinjak jedinki. Zbog ljekovitih svojstava ugrožena je i od crnog tržišta. Kako se naširoko uzgaja kao kultivirana vrtna biljka, izumiranje joj prijeti samo u divljini.
Abeliofilum voli mješane listopadne šume hrastova Q. serrata i Q. acutissima, a raste često i pod Japanskim crvenim borom (Pinus densiflora). U engleskom jeziku nazivaju je bijela forzicija zbog njezinog bijelog cvijeća i sličnosti s forzicijom, ali čiji je cvijet žute boje.
- Abeliophyllum distichum
- Abeliophyllum distichum
- Abeliophyllum distichum
- Abeliophyllum distichum